# 콰콸라어
콰콸라어(Kwakʼwala) 또는 콰키우틀어(Kwakiutl)는 캐나다 서부의 퀸샬럿 해협(Queen Charlotte Strait) 일대에서 수백 명의 콰콰카와쿠족(Kwakwakaʼwakw)이 사용하는 와카시어족 언어이다. 다른 태평양 해안 원주민 언어들로부터 상당한 영향을 받았는데, 여기에는 계통상 관련이 없는 세일리시어족도 포함된다. 현재 콰콸라어는 소멸위기언어로 여겨지며 언어를 보존하고자 하는 부흥 운동이 벌어지고 있다.

## 같이 보기
- 콰키우틀족